# Елізар Макавей
Елізар - єврей, історія якого описана в 2 Маккавеїв 6:18-31. У вірші 18 він описує його як «одного з провідних вчителів закону» і «видатного мудреця». Згідно з віршем 24, на момент смерті йому було дев’яносто. Під час переслідування, спричиненого Антіохом IV Епіфаном, Елізар був змушений відкрити рот і з’їсти свинину, але він виплюнув її і піддався бичуванню. Тоді йому приватно дозволили їсти м’ясо, яке він міг видати за свинину, але він відмовився і був забитий до смерті. Оповідач розповідає, що своєю смертю він залишив «героїчний приклад і славну пам’ять» (вірш 31).
Разом з жінкою з сімома синами, зображеними в наступному розділі, хоча насправді це не Макавеї, вони відзначаються як одні зі «Святих Маккавейських мучеників» Римо-Католицькою та Православною Церквами. У східному православному календарі їхнє свято – 1 серпня.
Елізар також з’являється в книзі 3 Маккавеї, хоча цій книзі зазвичай не довіряють як надійному джерелу історії. Дія відбувається на десятиліття раніше, ніж правління Антіоха IV у Птолемеївському Єгипті, а не в Юдеї. У ньому Елеазар молиться про визволення євреїв Єгипту, а Бог посилає двох невидимих ангелів у відповідь на його молитву, які навертають слонів Птолемея проти його власних людей, а не проти євреїв. Елізар там явно не ідентифікується як той самий, що і Елізар з 2 Маккавеїв, але описується подібними термінами і, здається, є літературним посиланням (оскільки Елізар там уже описано як старий, але має бути середнього віку, якщо він дійсно була одна і та ж людина).

## Подальше читання
- [[|2]] Maccabees6:18-31
- Friedrich Justus Knecht (1910). The Martyrdom of Eleazar . A Practical Commentary on Holy Scripture. B. Herder.